# Jennifer Lynch
Jennifer Chambers Lynch (nascuda el 7 d'abril de 1968) és una cineasta nord-americana. Filla del cineasta David Lynch, va fer el seu debut com a directora amb la pel·lícula La meva obsessió per Helena el 1993. Després d'una producció problemàtica, la pel·lícula va ser un fracàs crític i comercial, amb Lynch rebent un Premi Golden Raspberry al pitjor director. L'acollida negativa del seu debut i la controvèrsia al voltant del seu llançament van fer que Lynch abandonés durant 15 anys la realització de cinema.
Lynch va tornar a dirigir amb Surveillance del 2008. La pel·lícula va rebre crítiques diverses, tot i que va guanyar el primer premi al Festival de Cinema de Sitges. Un any més tard, Lynch va començar a treballar en la seva propera pel·lícula Hisss, que va renegar després que la producció es va completar sense la seva participació. La seva quarta pel·lícula Chained, estrenada el 2012, va rebre una acollida crítica positiva. Des del 2012, Lynch s'ha centrat a dirigir episodis de sèries de televisió, com ara Psych, Teen Wolf, The Walking Dead, American Horror Story, Once Upon a Time, Hawaii Five-0, Elementary, The Strain, Agents of S.H.I.E.L.D., 9-1-1 i Ratched.
Fora de la seva carrera com a directora, Lynch va escriure el llibre The Secret Diary of Laura Palmer l'any 1990. Narrada des de la perspectiva del personatge del mateix nom de la sèrie de televisió del seu pare, Twin Peaks, la novel·la va ser un èxit comercial, aconseguint el número quatre a la llista de best-sellers de ficció de butxaca The New York Times aquell any.

## Primers anys
Lynch va néixer a Filadèlfia. És filla de l'artista i cineasta David Lynch, responsable de la seva ascendència finlandesa, i la pintora Peggy Reavey (née Margaret Vosburgh Lentz). Va començar a practicar la meditació transcendental als sis anys. Lynch es va graduar a l'Interlochen Art Academy on va estudiar arts visuals i escriptura creativa.

## Carrera

### Pel·lícula
Lynch es va educar a Los Angeles i Michigan a l'Interlochen Arts Academy. Juntament amb la seva mare, Lynch va fer una breu aparició al llargmetratge debut del seu pare Eraserhead, però la seva aparició no es va incloure en el tall final. Lynch va treballar posteriorment com a assistent de producció a Velly blau (1986), també dirigida pel seu pare.

#### La meva obsessió per Helena(1993)
El guió d'encàrrec de Lynch per La meva obsessió per Helena, que després dirigiria, va atreure moltes actrius, inclosa Madonna. Sherilyn Fenn, una de les estrelles tant de la sèrie de televisió del seu pare Twin Peaks com de la seva pel·lícula Cor salvatge, finalment va ser el protagonista Helena. Kim Basinger també es va adjuntar i va ser denunciada després de renunciar al projecte. La polèmica al voltant d'aquest cas, així com el clam feminista sobre el tema sàdic d'Helena les acusacions de nepotisme, van acompanyar la crítica de la pel·lícula quan es va estrenar el 1993.
En una entrevista de 2009 a The Hollywood Interview, Lynch esmenta les seves reaccions davant la recepció crítica de "Boxing Helena":
| « | M'encantaria saber per què la gent estava tan enfadada amb mi per haver explicat un conte de fades boig. Sóc la primera a dir que no sabia què estava fent. Vaig fer el millor que vaig poder als 19 anys i van passar totes aquestes bogeries. La idea que la pel·lícula es va equivocar quan tots els implicats van treballar molt dur i van creure en mi, i hi havia aquests adults que creien en mi, que era essencialment una nena... quan l'Organització Nacional de Dones em va colpejar, va ser una mena de tret de gràcia. No va ser estrany que vaig posar les cames darrere de les orelles i em vaig quedar embarassada. (riu) No és que no estimés el sexe abans, però de debò. Va ser el meu fill, bàsicament, qui em va salvar la vida. | » |

#### Surveillance(2008)
Després d'una llarga pausa, Lynch va dirigir Surveillance, que va guanyar el premi la millor pel·lícula al Sitges Film Festival. Un mes després, Lynch es va convertir en la primera dona a rebre el premi al millor director del Festival de Cinema de Terror de la ciutat de Nova York.

#### Hisss(2009)
Lynch va ser anunciat com a director de la pel·lícula Nagin (la pel·lícula també es coneix com a Hisss) que comptava amb l'actriu de Bollywood Mallika Sherawat, però la pel·lícula que es va publicar no va ser obra de Lynch, tot i que els productors van adjuntar el seu nom al producte final. Lynch explained in a 2012 interview:
| « | Bé, finalment, no vaig poder fer aquesta pel·lícula. Vaig reunir el meu tall de director i els productors van decidir que no era el que volien. El van tornar a l'Índia. Mai no vaig fer cap partitura, ni tall ni cronografia ni cap de les coses que feu per realitzar la pel·lícula. Van agafar el metratge i el van canviar pel que volien que fos. Així que no és la meva pel·lícula. Vaig anar a l'Índia i vaig gravar algunes imatges, però no tinc res a veure amb la pel·lícula que van fer. | » |

#### Chained(2012)
Després Lynch va dirigir i coescriure la pel·lícula de suspens del 2012 Chained, en la qual Vincent D'Onofrio protagonitza un assassí en sèrie que condueix un taxi. Va rebre majoritàriament crítiques positives de la crítica, amb una puntuació del 68% al lloc web de l'agregador de ressenyes, Rotten Tomatoes.

#### Futurs projectes cinematogràfics
Lynch estava programada per filmar Visibility per a la Motion Picture Corporation of America l'any 2011, però, a l'agost de 2021, aquest projecte no s'havia completat.
El setembre de 2012 Lynch estava preparant A Fall from Grace, una pel·lícula ambientada i rodada a St. Louis i inspirada en el vell Chain of Rocks Bridge.

### Televisió
Lynch Ha dirigit episodis de moltes sèries de televisió com ara Dahmer – Monster: The Jeffrey Dahmer Story, The Watcher, Jessica Jones, Finding Carter, Psych, Quantico , Teen Wolf, The Walking Dead, The Last Ship, Wayward Pines, American Horror Story, The Strain, Once Upon a Time, Hawaii Five-0 i Agents of S.H.I.E.L.D.

### Altres projectes
Lynch va escriure The Secret Diary of Laura Palmer per acompanyar el programa de televisió Twin Peaks que va ser creat pel seu pare David Lynch i Mark Frost.
El 1993, Lynch va dirigir el vídeo musical "Living in the Rose" del grup de rock britànic New Model Army.
El 21 de març de 2010, Lynch va ser jurat al Festival Internacional de Cinema Surrealista ai va treballar com a productora de la pel·lícula de terror natural de Corey Brandenstein The Compound.
El 2012 es va estrenar un documental australià titulat Despite the Gods, que narra la lluita de Lynch per fer la pel·lícula Hisss. El documental es va projectar al Festival Internacional de Documentals del Canadà i el programa descrivia el pel·lícula: "A partir del seu rodatge en profunditat amb un equip indi i dues estrelles de Bollywood, Lynch converteix la seva producció en un vehicle per a la seva pròpia autorealització, sense tenir en compte la cronologia, el pressupost o la realitat. Com la història davant de la càmera descarrila, la història darrere de la càmera explota". Finalment va renegar de Hisss.
Des del 2015, també és membre de la junta assessora del Hollywood Horror Museum.

## Premis i nominacions
La meva obsessió per Helena va rebre crítiques increïblement mordaces en el seu llançament i un premi Razzie al "Pitjor director" No obstant això, això va ser nominat al Gran Premi del Jurat en la categoria Dramàtica al Sundance Film Festival. En canvi, per Surveillance va rebre el Premi a la millor pel·lícula al XLI Festival Internacional de Cinema Fantàstic de Catalunya

## Vida personal
Lynch va revelar en una entrevista del 2009 que es va sotmetre a tres cirurgies a la columna després del llançament de La meva obsessió per Helena a causa d'un accident de cotxe que va passar quan tenia 19 anys. En la mateixa entrevista, Lynch va declarar que té una filla.

## Filmografia

### Cinema
| Any  | Títol                       | Crèdit              | Notes                                              |
| ---- | --------------------------- | ------------------- | -------------------------------------------------- |
| 1993 | La meva obsessió per Helena | Director, guionista | Premi Golden Raspberry al pitjor director          |
| 2008 | Surveillance                | Director, guionista | Premi a la millor pel·lícula al Festival de Sitges |
| 2010 | Hisss                       | Director, guionista | Renegà de la pel·lícula                            |
| 2012 | Chained                     | Director, guionista | També fa un cameo                                  |

### Televisió
| Any        | Títol                                      | Notes                                     |
| ---------- | ------------------------------------------ | ----------------------------------------- |
| 2012–2013  | Psych                                      | 3 episodis                                |
| 2013       | The Trouble with Billy                     | episodi: "Pilot"                          |
| 2013       | Warehouse 13                               | episodi: "Instinct"                       |
| 2014–2016  | Teen Wolf                                  | 4 episodis                                |
| 2014–2015  | Finding Carter                             | 5 episodis                                |
| 2015       | The Walking Dead                           | 2 episodis                                |
| 2015–2017  | Quantico                                   | 5 episodis                                |
| 2015       | South of Hell                              | 2 episodis                                |
| 2016       | Second Chance                              | episodi: "May Old Acquaintance Be Forgot" |
| 2016       | Recovery Road                              | episodi: "Sick as Our Secrets"            |
| 2016       | Damien                                     | episodi: "The Devil You Know"             |
| 2016       | Wayward Pines                              | episodi: "Pass Judgement"                 |
| 2016       | The Last Ship                              | episodi: "Sea Change"                     |
| 2016       | Once Upon a Time                           | episodi: "I'll Be Your Mirror"            |
| 2016–2023  | American Horror Story                      | 8 episodis                                |
| 2016–2018  | Hawaii Five-O                              | 2 episodis                                |
| 2017       | Salem                                      | 2 episodis                                |
| 2017       | Criminal Minds: Beyond Borders             | episodi: "Abominable"                     |
| 2017       | Salvation                                  | episodi: "Keeping the Faith"              |
| 2017       | Zoo                                        | episodi: "Cradles and Graves"             |
| 2017       | The Strain                                 | episodi: "The Traitor"                    |
| 2017, 2018 | Elementary                                 | 2 episodis                                |
| 2018       | Kevin (Probably) Saves the World           | episodi: "Caught White-Handed"            |
| 2018       | Jessica Jones                              | episodi: "AKA Three Lives and Counting"   |
| 2018       | Agents of S.H.I.E.L.D.                     | episodi: "All Roads Lead..."              |
| 2018       | Code Black                                 | episodi: "Change of Heart"                |
| 2018       | Daredevil                                  | episodi: "Revelations"                    |
| 2018–2020  | 9-1-1                                      | 5 episodis                                |
| 2020       | 9-1-1: Lone Star                           | episodi: "Texas Proud"                    |
| 2020       | Ratched                                    | episodi: "The Bucket List"                |
| 2020       | Big Sky                                    | 2 episodis                                |
| 2021–2023  | Gossip Girl                                | 4 episodis                                |
| 2022       | Dahmer – Monster: The Jeffrey Dahmer Story | 4 episodis                                |
| 2022       | The Watcher                                | 2 episodis                                |